# Association des jeunes Chinois de France
Ne doit pas être confondu avec Amitié judéo-chrétienne de France.
L'Association des Jeunes Chinois de France (AJCF) est une association française crée en 2009, dont le but est de mieux représenter la diaspora chinoise en France, à travers son histoire et sa culture. L'AJCF s'est également engagée dans la lutte contre le racisme anti-asiatique.

## Origines

### Création en 2009
Créée en 2009, l’association est issue de la réunion d’un groupe d’amis qui partageaient un idéal commun : créer un espace indépendant et ouvert aux personnes intéressées par la culture chinoise, l’histoire de l’immigration chinoise en France, ou encore toute question d’actualité en rapport avec cette communauté.
Dans ce cadre unique, l’AJCF a progressivement pris forme au travers d’interventions médiatiques, de ses activités, ses conférences, ainsi que ses partenariats publics et associatifs.

### Un projet associatif
Centrée au départ sur la constitution d’un réseau d’entraide et la lutte contre le racisme, les activités de l’AJCF se sont diversifiées au fil des années.
L’AJCF est naturellement très impliquée sur le plan social, à travers sa contribution à des projets culturels qui visent à faire connaître l’histoire de l’immigration chinoise, notamment par le biais de projections et d’interventions dans les établissements scolaires.
Enfin, l’association soutient aussi des projets artistiques aidant à améliorer la représentation esthétique des Asiatiques en France.

## Historique

### 7 août 2016: Affaire Zhang Chaolin
"L’affaire est devenue le symbole de la stigmatisation des personnes d’origine asiatique à Paris. Le 7 août 2016, la mort de Chaolin Zhang, un couturier chinois de 49 ans décédé après un vol violent perpétré par trois jeunes hommes, a suscité la colère de la population et des associations. Dans les rues d’Aubervilliers (Seine-Saint-Denis) puis à Paris, des milliers de personnes ont manifesté pour réclamer davantage de sécurité. On a attribué à cette agression les mots de «racisme ordinaire». La semaine dernière, l a circonstance aggravante de racisme a d’ailleurs été retenue par la justice. Un an après les faits, Libération , qui a eu accès au dossier, reconstitue le déroulement de l’affaire et revient sur le profil des accusés."
"Ce couturier chinois avait été tué en août 2016 après un vol d'une rare violence. Les auteurs, âgés de 19 et 21 ans étaient jugés par la cour d'assises des mineurs de Bobigny. Ils ont été condamnés à 10 et 4 ans de prison ferme. Moins que les réquisitions de l'avocat général qui avait requis 15 ans et 8 ans."
L'AJCF s'est mobilisée avec le comité "Sécurité pour tous" pour condamner le décès de Zhang Chaolin, une marche a été organisée le 14 août 2016.

### 26 mars 2017: Affaire Liu Shaoyao
La mort de Liu Shaoyao (刘少尧) a lieu le 26 mars 2017 à Paris. Ce ressortissant chinois de 56 ans est tué par la police lors d'une intervention à son domicile. Sa famille dénonce une bavure policière, alors que les policiers ont expliqué avoir agi en légitime défense. Des manifestations violentes d'une partie de la communauté chinoise de Paris ont lieu les jours suivants. Le 15 juillet 2019, les juges d'instruction rendent une ordonnance de non-lieu.
Un rassemblement est organisé par l'AJCF pour soutenir la famille Liu.
Pour de nombreux protestataires, le décès de Liu Shaoyao a en effet tout de la bavure policière : « Comment penser que la réponse a été proportionnée alors qu’un homme asiatique de 1,60 mètre, 56 ans, faisait face à trois fonctionnaires de la BAC, protégés de gilets pare-balles », s’insurge ainsi Olivier Wang, adjoint au maire du 19e arrondissement et membre de l’AJCF.

### 2020: racisme et haine anti-asiatique liés à la pandémie de Covid-19
La pandémie de Covid-19 a été l'origine de racisme anti-asiatique en France.
À la suite de l'annonce du reconfinement par le gouvernement le mercredi 28 octobre 2020, une nouvelle vague de haine anti-chinoise est apparu sur les réseaux sociaux, appelant notamment à « agresser les chinois »,. L'AJCF a réagi et publié une alerte générale sur son réseau social.
Une enquête a été ouverte par le parquet de Paris pour «provocation publique à commettre une atteinte à l'intégrité physique d'une personne à caractère raciste» et les investigations ont été confiées à la brigade de répression de la délinquance contre la personne (BRDP).
Un appel à solidarité #UnisContreLaHaine est lancée par l'association.

## Organisation et activités
L’association organise des débats et des conférences autour de thèmes en rapport avec la communauté chinoise de France et les interactions franco-chinoises, des séances d’échange linguistique franco-chinois, des ateliers de développement individuel, mais aussi des dîners destinés à faire découvrir la richesse de la gastronomie chinoise.
L'AJCF est organisé en quatre espaces par thème, avec de nombreux pôles d'activités :
- Espace TALK : Conférences-Débats, Mémoire, Éducation, Défense des droits ;
- Espace LEARN : Échanges linguistiques, Développement personnel ;
- Espace MEET : AJCF Club Pro ;
- Espace ENJOY : Chinese Food Day[16]